# Франсіско де Кеведо
Франсіско Гомес де Кеведо і Сантібаньєс Вільєґас  (ісп. Francisco Gómez de Quevedo y Santibáñez Villegas, нар. 14 вересня 1580, Мадрид —  пом. 8 вересня 1645, Вільянуева-де-лос-Інфантес) — іспанський поет і прозаїк епохи бароко.
Його батько займав важливу посаду у короля Філіпа ІІ, тому Франсіско виріс у придворному колі. Раннє виховання дало змогу проявити й свої таланти. У 15 років Кеведо отримав учений ступінь із богословського факультету в Алькальському університеті. Його допитливість сприяла вивченню інших наук: юриспруденції, медицини, математики, 

## Українські переклади
Українською мовою твори Франціско Кеведо переклали Микола Іванов, Сергій Борщевський, Олександр Мокровольський, Михайло Москаленко, Ігор Качуровський.